# むつみテレビ中継局
むつみテレビ中継局（むつみテレビちゅうけいきょく）は、山口県萩市の旧阿武郡むつみ村域に置かれているテレビ中継局。

## 概要
- 当テレビ中継局は、萩市大字高佐下字南鼓ヶ峠の伏馬山（ふすまやま）に置かれ、旧むつみ村域の一部へ電波を発射している。
- なお、本項では、2009年5月に開局した地上デジタルテレビ放送の中継局についても記述する。
- 当中継局は、地上アナログテレビ放送の送信を、現在では珍しくなったオールVHFチャンネルで行ってきた局だったが、地上デジタルテレビ放送中継局の開局により、初めてUHF併用放送を実施している。

## 送信施設概要

### 地上デジタルテレビ放送
| リモコンキーID | 放送局名        | 物理チャンネル | 空中線電力 | ERP  | 放送対象地域 | 放送区域内世帯数 | 偏波面   |
| -------------- | --------------- | -------------- | ---------- | ---- | ------------ | ---------------- | -------- |
| 1              | NHK山口総合     | 43ch           | 3W         | 4.9W | 山口県       | 約550世帯        | 水平偏波 |
| 2              | NHK山口教育     | 41ch           | 3W         | 4.8W | 全国         | 約550世帯        | 水平偏波 |
| 3              | tysテレビ山口   | 46ch           | 3W         | 3.8W | 山口県       | 約550世帯        | 水平偏波 |
| 4              | KRY山口放送     | 49ch           | 3W         | 3.8W | 山口県       | 約550世帯        | 水平偏波 |
| 5              | yab山口朝日放送 | 47ch           | 3W         | 4.6W | 山口県       | 約550世帯        | 水平偏波 |

- yabは、デジタル新局として開局。
- 2009年4月10日に予備免許交付、4月13日から試験放送開始、5月11日に本免許交付、5月15日に本放送開始[1]。
- 全局阿東中継局とチャンネルが同一。また、tysとyabは、萩中継局・長門中継局ともチャンネルが同一。
- デジタルテレビを受信する為には、別途UHFアンテナを設置する必要がある。

### 地上アナログテレビ放送
| 放送局名      | チャンネル | 空中線電力        | ERP                | 放送対象地域 | 放送区域内世帯数 | 偏波面   | 開局年月日    | 閉局年月日    |
| ------------- | ---------- | ----------------- | ------------------ | ------------ | ---------------- | -------- | ------------- | ------------- |
| KRY山口放送   | 4ch        | 映像3W /音声750mW | 映像4.4W /音声1.1W | 山口県       | 不明             | 水平偏波 | 1979年8月22日 | 2011年7月24日 |
| tysテレビ山口 | 8ch        | 映像10W /音声2.5W | 映像14W /音声3.5W  | 山口県       | 不明             | 水平偏波 | 1982年3月30日 | 2011年7月24日 |
| NHK山口総合   | 3ch-       | 映像10W /音声2.5W | 映像14W /音声3.5W  | 山口県       | 不明             | 水平偏波 | 1969年5月31日 | 2011年7月24日 |
| NHK山口教育   | 6ch+       | 映像10W /音声2.5W | 映像13W /音声3.2W  | 全国         | 不明             | 水平偏波 | 1969年5月31日 | 2011年7月24日 |

- yabにはチャンネルが割り当てられていなかった。
- 全局VHFでの送信。また、tysは、同局の全送信所・中継局で唯一、VHFでの送信。なお、JNN系列局の中継局では、数少ない8ch使用局であった[2]。
- NHKとKRYは萩中継局とチャンネルが同一。
- KRYは関門中継局ともチャンネルが同一で、KRYのみアナログ送信チャンネル番号がデジタルリモコンIDを引き継いだ。なお、KRYはNNN系列局では数少ない4ch使用局であった[3]。

## 備考
- アナログ中継局において、長野県山ノ内テレビ中継局、香川県塩江中継局や大分県津久見南テレビ中継局・佐伯蒲江テレビ中継局もすべてVHFによる中継局を設置している。なお、山ノ内テレビ中継局以外は、一部放送局が（アナログ）中継局を設置していない。